# Darlamdanda
Darlamdanda (nep. दर्लामडांडा) – gaun wikas samiti w zachodniej części Nepalu w strefie Lumbini w dystrykcie Palpa. Według nepalskiego spisu powszechnego z 2001 roku liczył on 548 gospodarstw domowych i 2594 mieszkańców (1442 kobiet i 1152 mężczyzn).